# Cerezo (Cáceres)
Cerezo ist ein westspanisches Dorf und eine Gemeinde (municipio) mit 147 Einwohnern (Stand: 2024) in der Provinz Cáceres im Norden der autonomen Region Extremadura. 

## Lage und Klima
Cerezo liegt in einem Teil des Iberischen Gebirges, in einer Höhe von ca. 380 m. Die Entfernung nach Cáceres beträgt etwa 95 km (Fahrtstrecke) in südsüdwestlicher Richtung. Das Klima ist gemäßigt; Regen fällt hauptsächlich im Winterhalbjahr.

## Bevölkerungsentwicklung
| Jahr      | 1970 | 1981 | 1991 | 2001 | 2011 | 2021 |
| Einwohner | 390  | 321  | 262  | 211  | 186  | 155  |

## Sehenswürdigkeiten
- Johannes-der-Täufer-Kirche (Iglesia de San Juan Bautista)
- Marienkapelle
- Rathaus

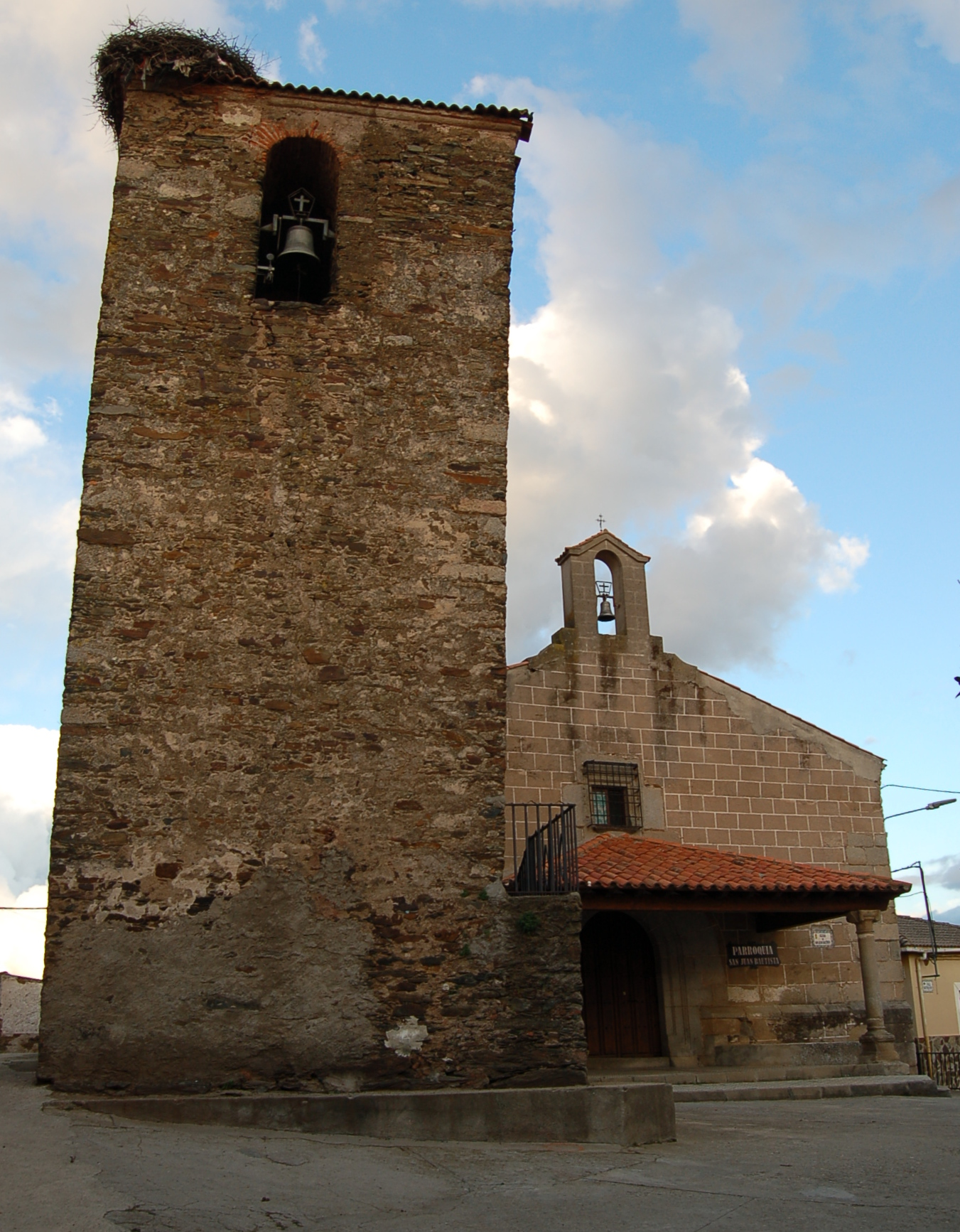
Johannes-der-Täufer-Kirche
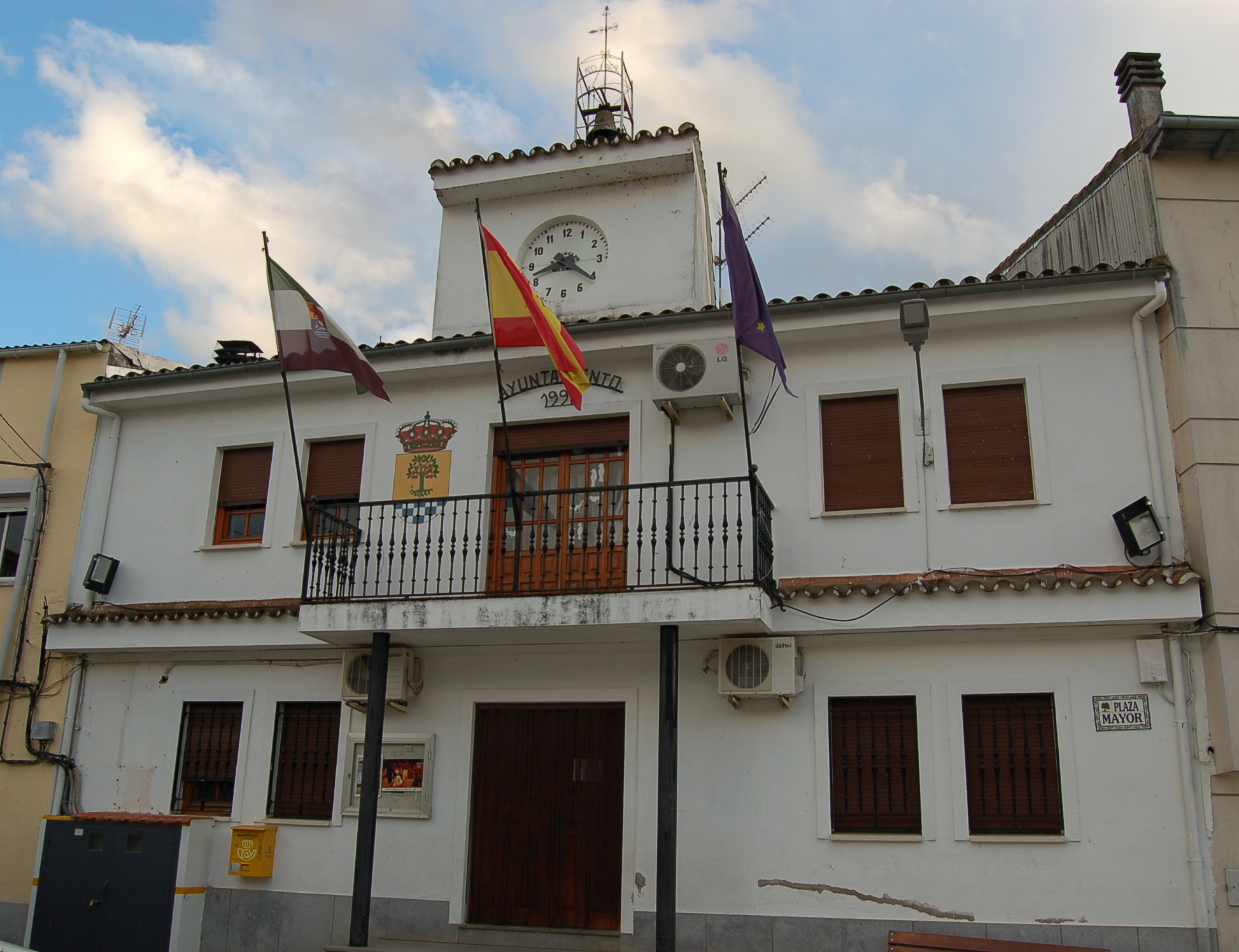
Rathaus